# Urdès
Urdès is een plaats en voormalige gemeente in het Franse departement Pyrénées-Atlantiques in de regio Nouvelle-Aquitaine en telt 224 inwoners (1999). De plaats maakt deel uit van het arrondissement Pau. Urdès werd op 1 januari 2024 aangehecht aan de belendende gemeente Lacq.

## Geografie
De oppervlakte van Urdès bedraagt 5,9 km², de bevolkingsdichtheid is 38,0 inwoners per km².
De onderstaande kaart toont de ligging van Urdès met de belangrijkste infrastructuur en aangrenzende gemeenten.

## Demografie
Onderstaande figuur toont het verloop van het inwonertal (bron: INSEE-tellingen).